# Are (Saaremaa)
Koordinaten: 58° 30′ N, 23° 1′ O
Are ist ein Dorf (estnisch küla) auf der größten estnischen Insel Saaremaa. Es gehört zur Landgemeinde Saaremaa (bis 2017: Landgemeinde Pöide) im Kreis Saare.
Das Dorf hat zwei Einwohner (Stand 31. Dezember 2011). Westlich von Are erstreckt sich das Moor von Koigi (Koigi soo)